# Evangelický kostel Spasitele (Bílsko-Bělá)
Evangelický kostel Spasitele v Bílsku-Bělé (pol. Kościół ewangelicki Zbawiciela w Bielsku-Białej) je jedním z luterských tolerančních kostelů na Těšínsku.
Původní evangelická modlitebna v Bílsku byla vystavěna v letech 1782–1790. V letech 1849–1852 byla ke kostelu přistavěna věž. V 80. letech 19. století byl kostel přestavěn v novogotickém stylu podle plánů architekta Heinricha Ferstela. V současnosti je sídelním kostelem biskupa Těšínské diecéze Evangelicko-augsburské církve v Polsku.
Vedle kostela stojí pomník reformátora církve Martina Luthera z roku 1909.

## Galerie

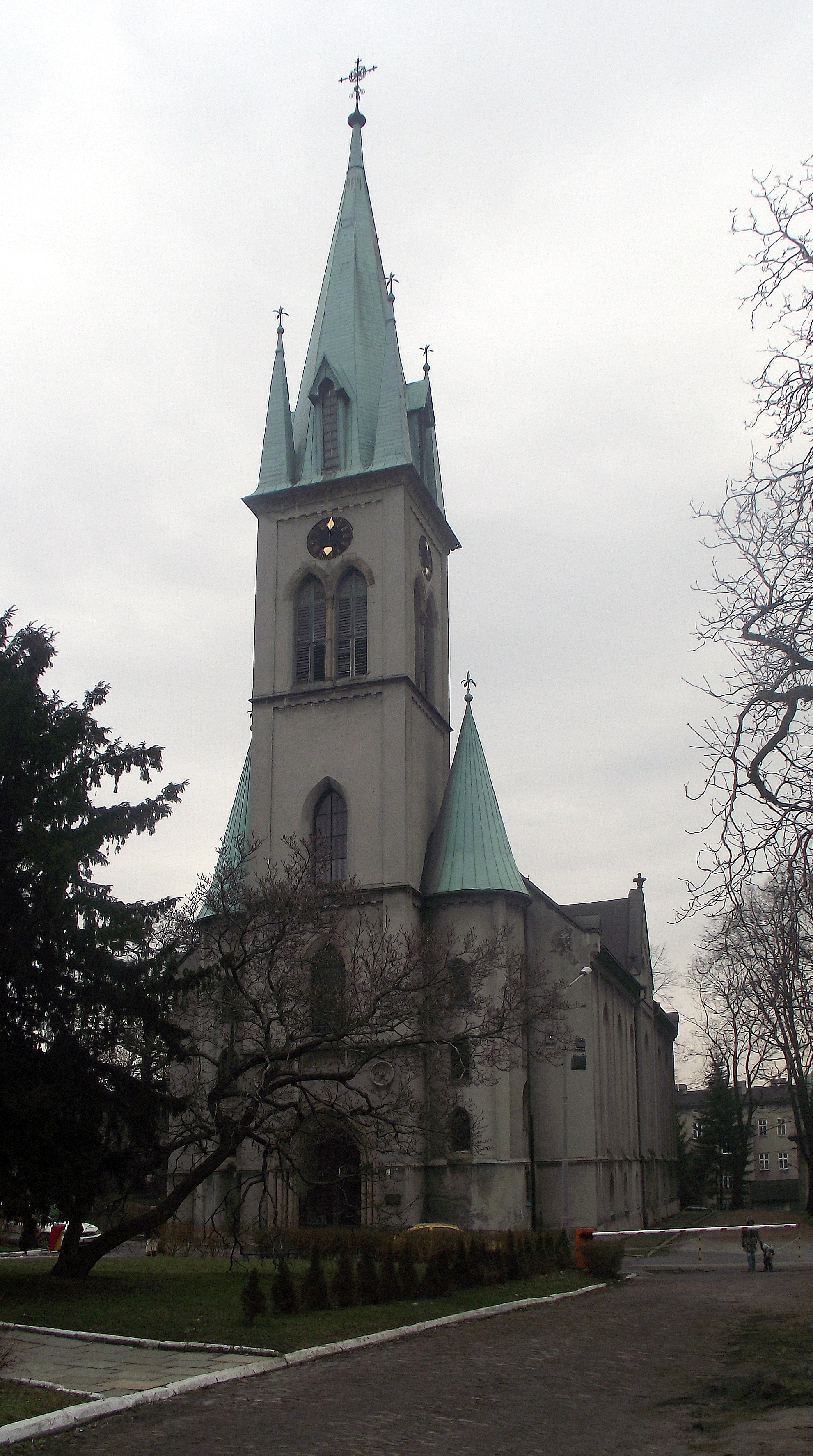
Exteriér
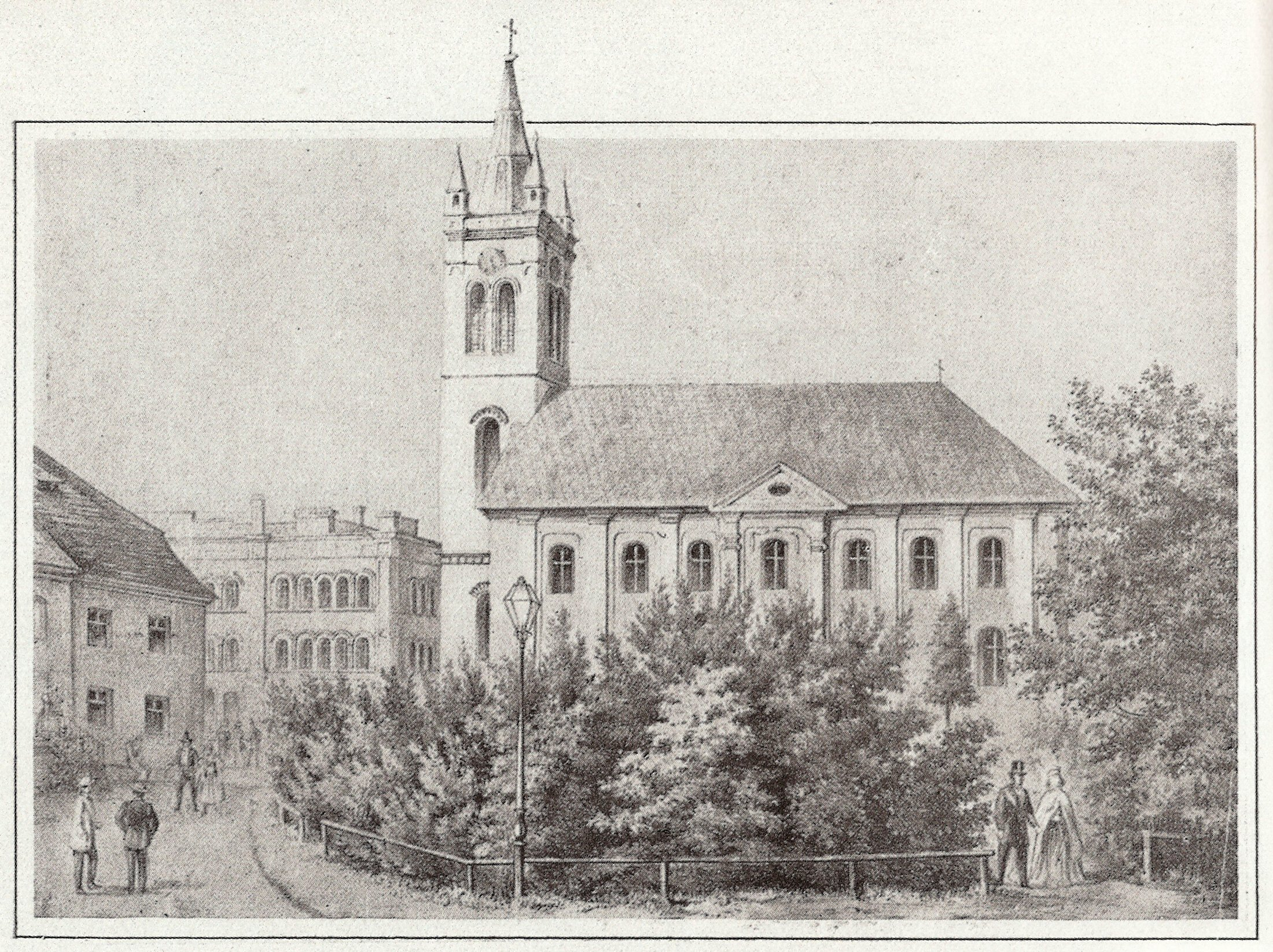
Pohled na bílský evangelický kostel od jihu kol. r. 1860
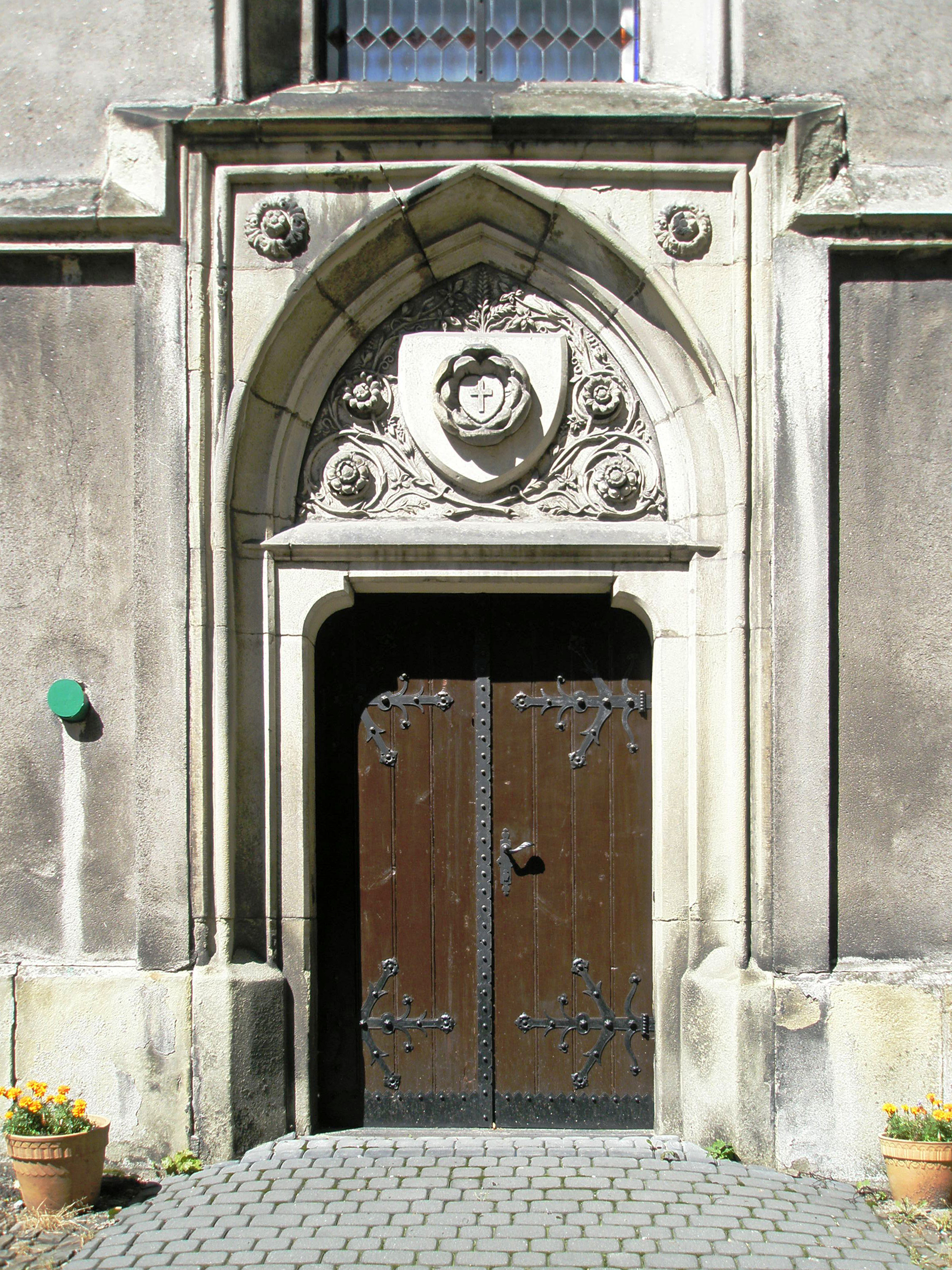
Portál bočního jižního vchodu
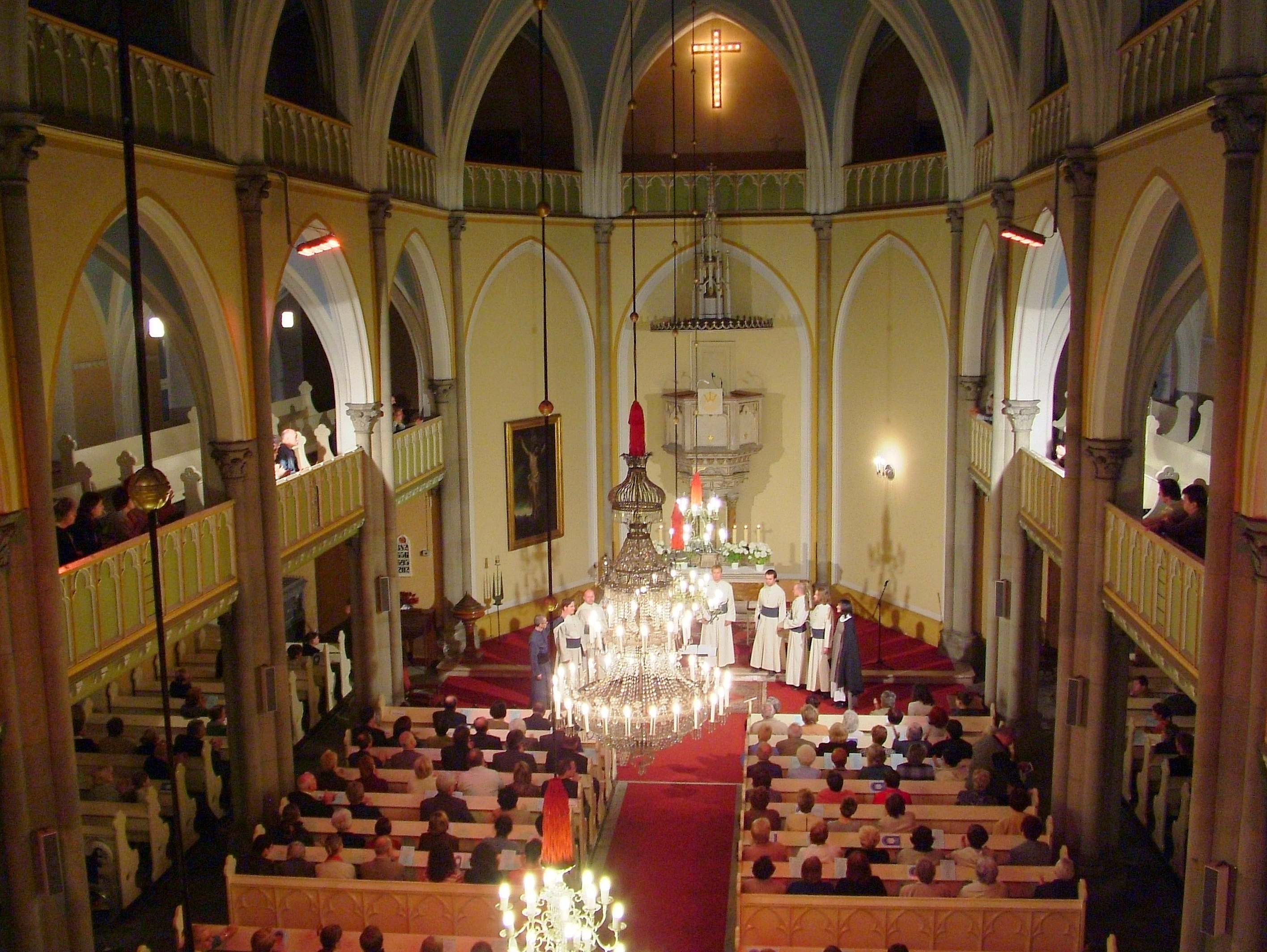
Interiér
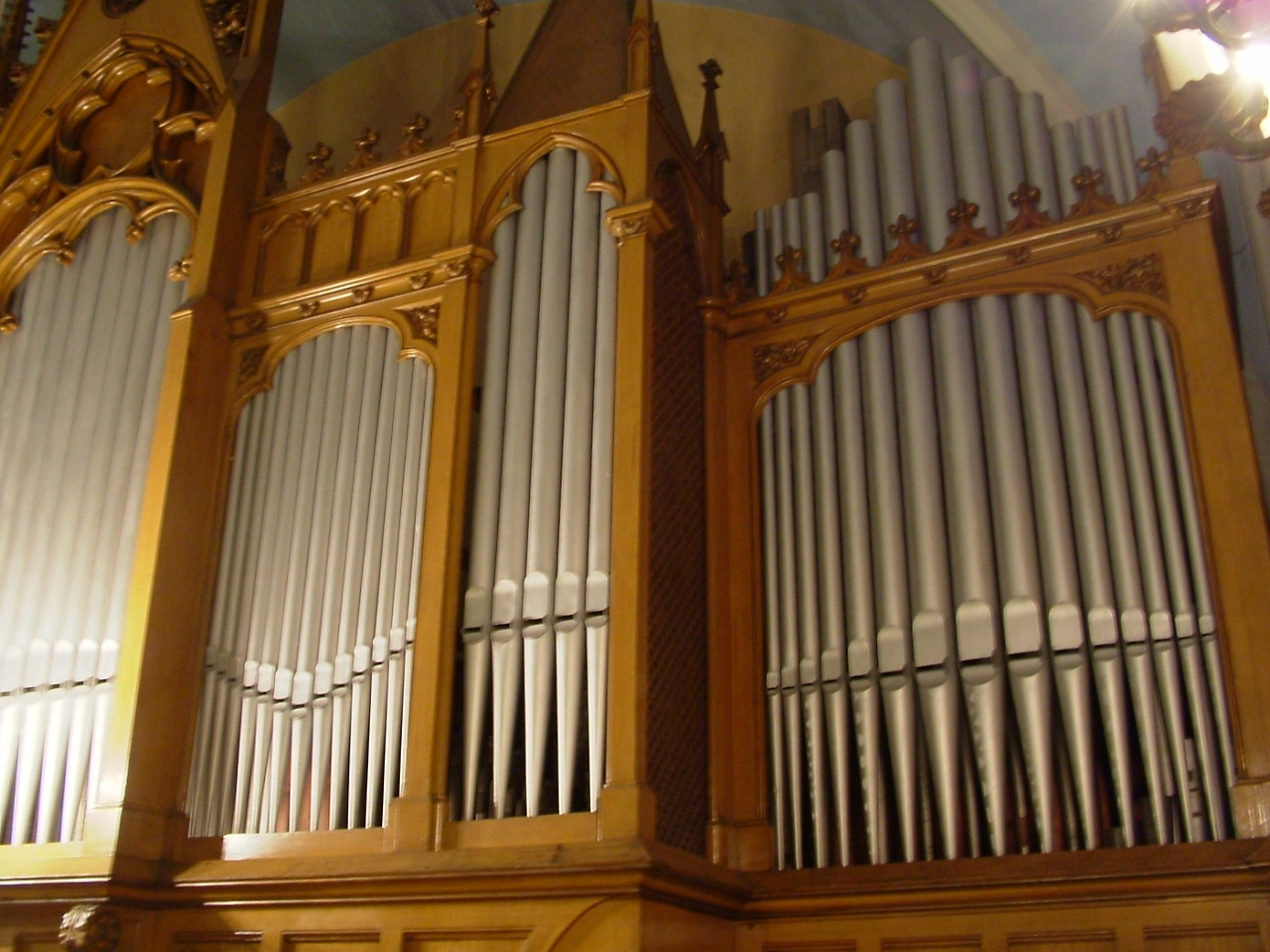
Varhany (detail)
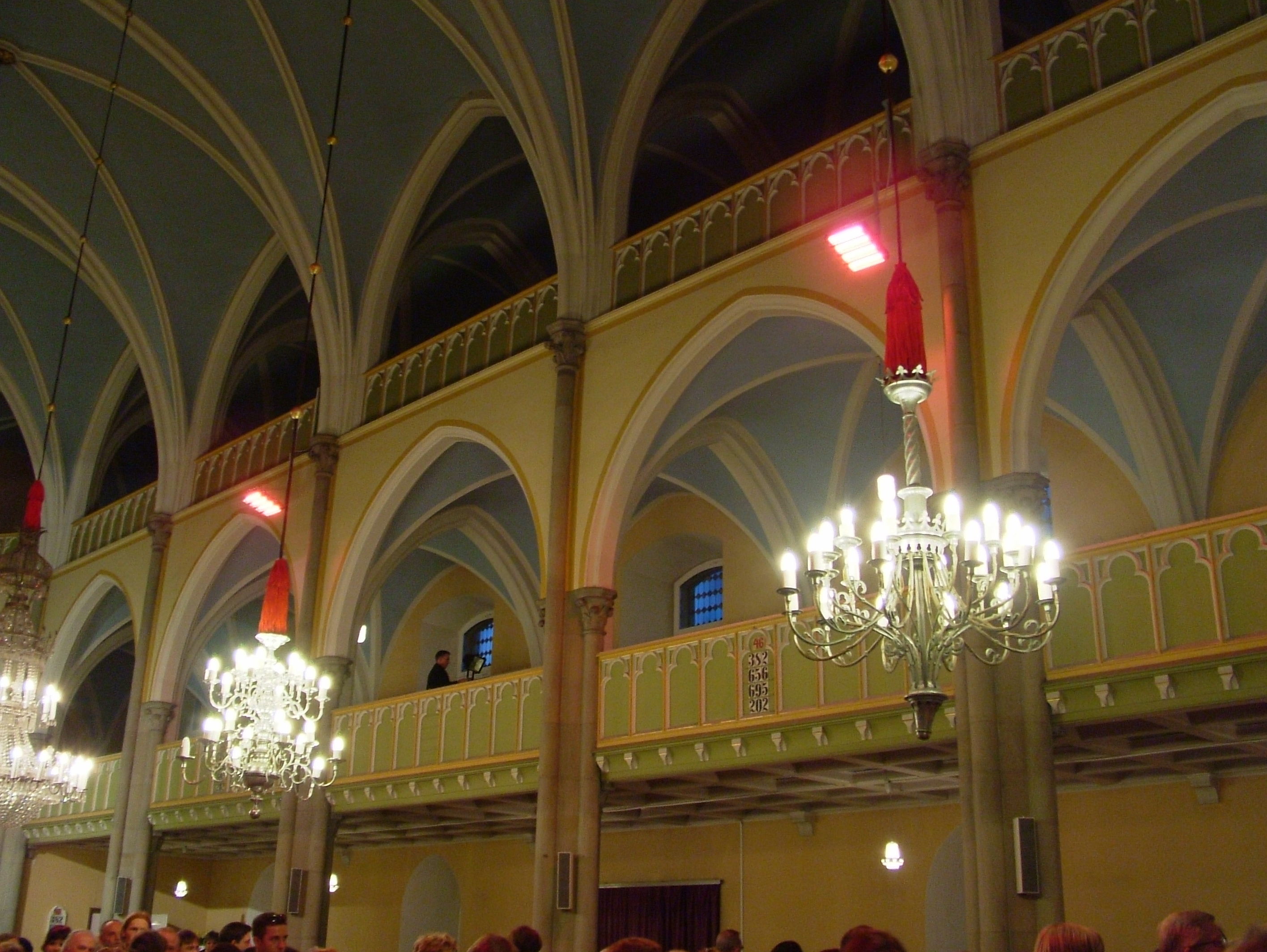
Pohled na galerie
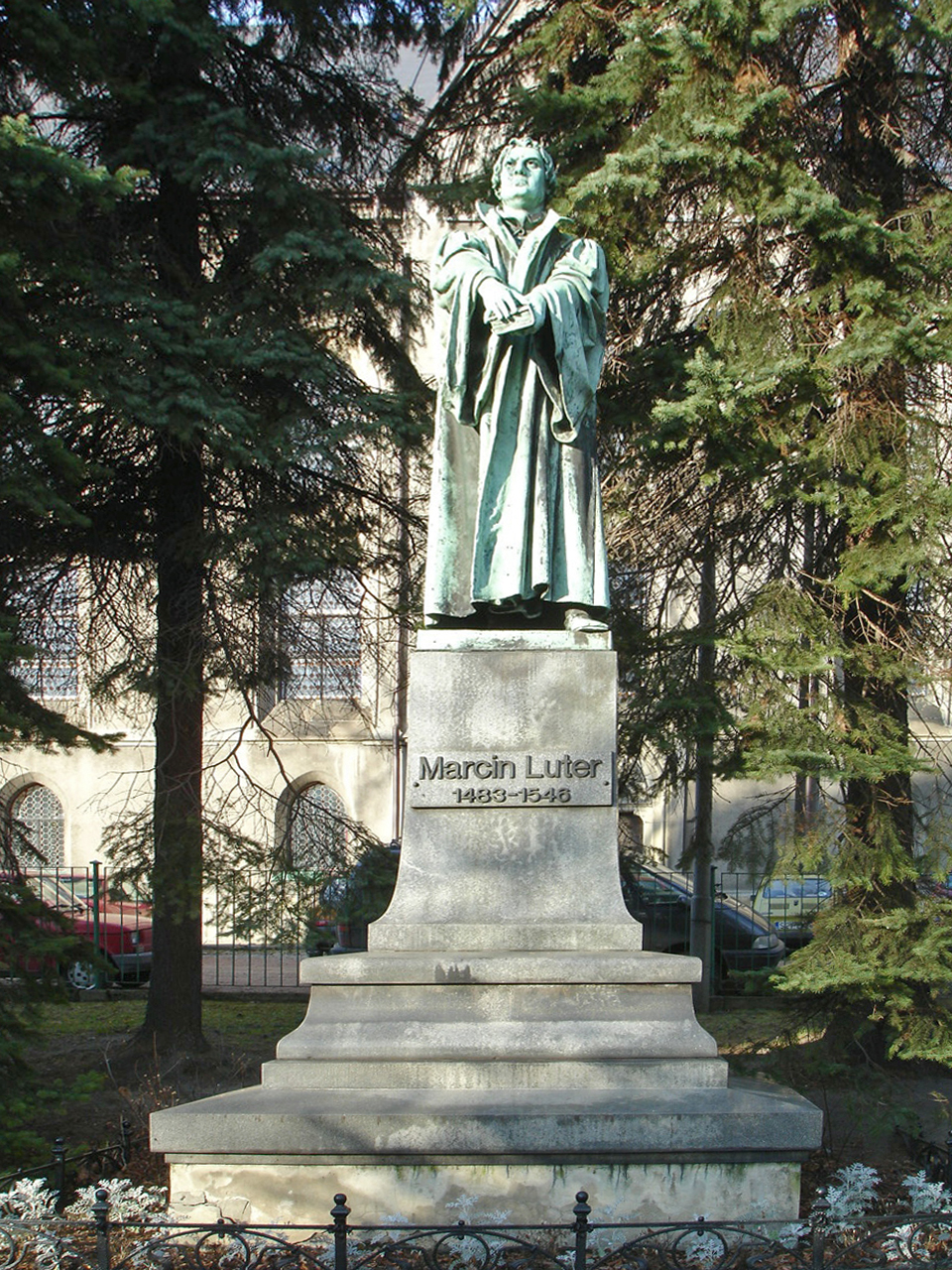
Lutherův pomník vedle kostela
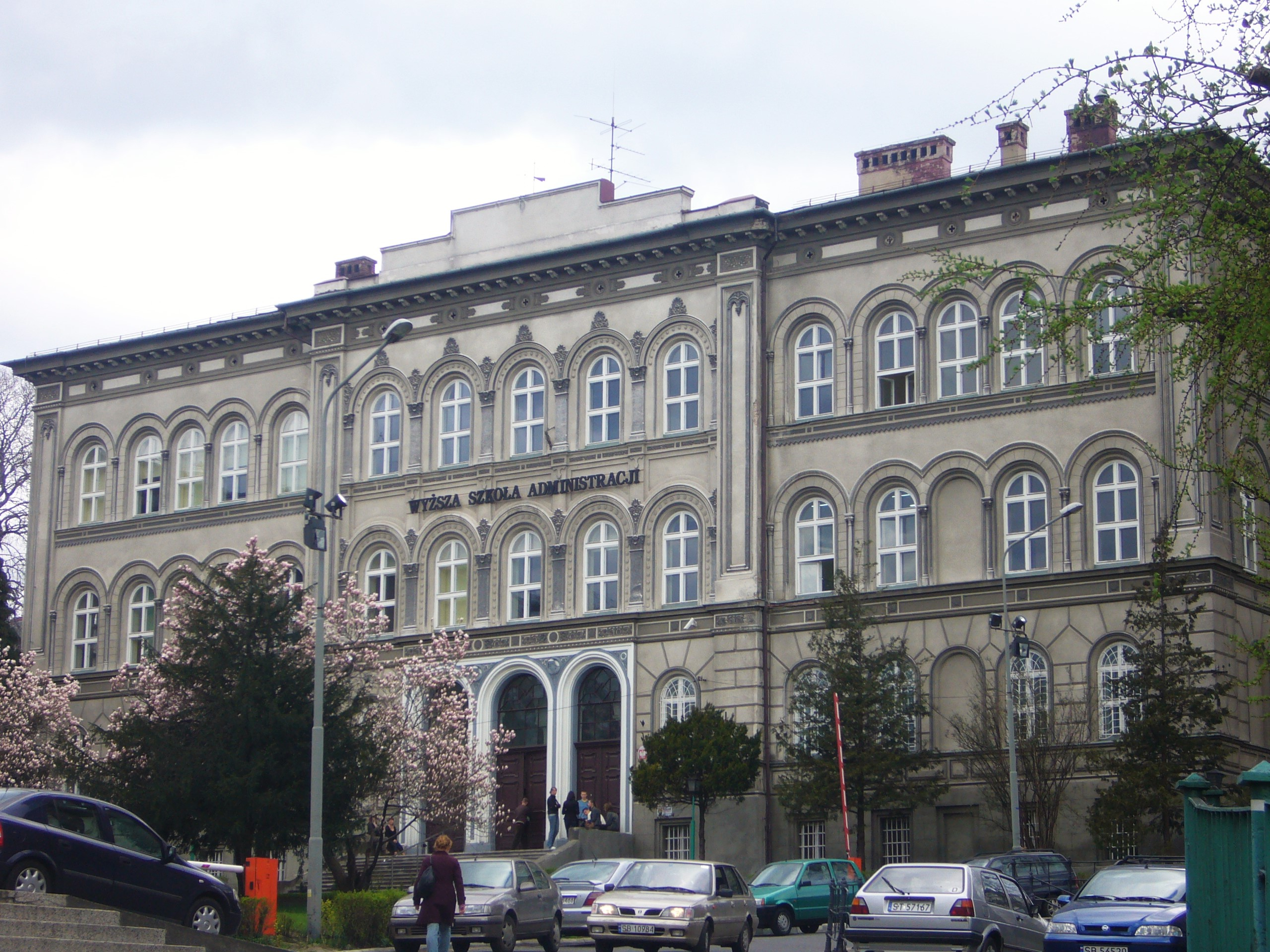
Bývalá evangelická škola vedle kostela